# Línia evolutiva de Paras
Aquesta línia evolutiva de Pokémon inclou Paras i Parasect.

## Paras
Paras és una de les espècies que apareixen a la franquícia Pokémon, una sèrie de videojocs, anime, mangues, llibres, cartes col·leccionables i altres mitjans que va ser inventada per Satoshi Tajiri i ha generat milers de milions de dòlars en beneficis per a Nintendo i Game Freak. És de tipus bestiola i planta. Evoluciona en Parasect.

### Característiques
Excava per xuclar les arrels dels arbres. Els bolets de la seva esquena creixen a càrrec seu. En el joc Pokémon Go es necessiten 50 caramels de Paras per evolucionar-lo a Parasect.

## Parasect
Parasect és una de les espècies que apareixen a la franquícia Pokémon, una sèrie de videojocs, anime, mangues, llibres, cartes col·leccionables i altres mitjans que va ser inventada per Satoshi Tajiri i ha generat milers de milions de dòlars en beneficis per a Nintendo i Game Freak. És de tipus bestiola i planta. Evoluciona de Paras.

### Característiques
Una parella de paràsits en què el bolet ha ocupat a l'insecte. Prefereixen els llocs humits.